# Neot Kedumim

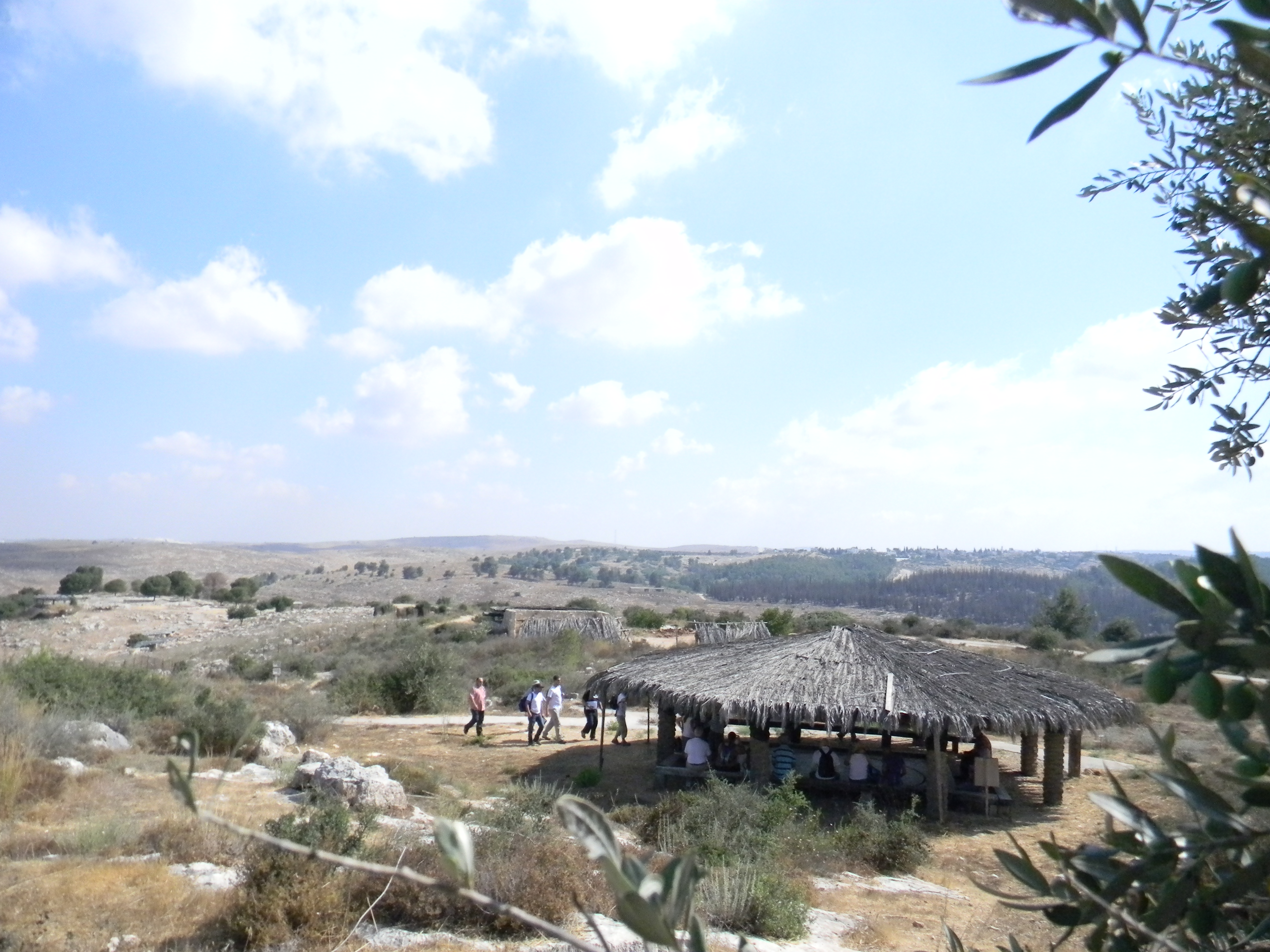
Neot Kedumim

Neot Kedumim - la Reserva del paisaje bíblico en Israel (en hebreo: נאות קדומים‎) es un Jardín Bíblico dedicada a la Naturaleza del  Biblia judía, y también una reserva natural ubicada en Ben Shemen Bosque y cerca de la ciudad "Modi'ín" en la Ruta 443 (Israel), entre Jerusalén y Tel Aviv, Israel. Neot Kedumim significa pastos agradables (o moradas) de edad.
Neot Kedumim es un intento de volver a crear la configuración física de la Biblia. El parque tiene una superficie de alrededor de la idea de plantar un jardín tales fechas de nuevo a 1925. En 1964, la tierra fue asignado para el proyecto con la ayuda del primer ministro David Ben Gurion.
Neot Kedumim comprende una serie de paisajes naturales y agrícolas, entre ellos el Bosque de la leche y la miel, el valle del Cantar de los Cantares Isaías's Vineyard y los Campos de las siete especies. Hay carteles por todo el jardín citando textos pertinentes ish Judío en Hebreo e Inglés.
Neot Kedumim ofrece pre-reserva tours organizados, pero también es accesible a las personas que pueden moverse del sitio por su cuenta con mapas proporcionados por el parque.